# Kurzia longicaulis
Kurzia longicaulis là một loài Rêu trong họ Lepidoziaceae. Loài này được Piippo mô tả khoa học đầu tiên năm 1985.